# 江口华溪蟹
江口华溪蟹（学名：[Sinopotamon jiangkuoense] 错误：{{Lang}}：文本有斜体标记（帮助））为溪蟹科华溪蟹属的动物。在中国大陆，分布于贵州、湖南等地，一般栖息于海拔500-1000米的山区溪流石块下。